# Lucky Luke
Lucky Luke è un personaggio dei fumetti creato nel 1946 da Morris, protagonista di una serie a fumetti umoristica di genere western ritenuta un classico del fumetto francofono, in questo caso belga. Dalla serie a fumetti sono state tratte serie televisive e lungometraggi, sia animati che dal vivo. Ha avuto un enorme successo sia in patria che nel mondo, arrivando a vendere circa 250 milioni di volumi della serie a fumetti. Il nome del personaggio è ispirato a quello di Luciano Locarno, sceriffo di origine italiana che visse tra il 1860 e il 1940.

## Storia editoriale
Il personaggio venne creato nel 1946 da Morris per il settimanale belga Spirou esordendo l'anno stesso in una storia intitolata "Arizona 1880" pubblicata su L'Almanach Spirou 1947 e, dal 1947, verrà pubblicato sulla rivista per oltre vent'anni. Il successo del personaggio fece sì che il personaggio ebbe presto una testata dedicata e che le prime storie venissero ristampate presto in volume oltre a essere riproposte su diverse riviste.
I primi episodi vennero realizzati interamente da Morris che venne poi affiancato dal 1955 ai testi da René Goscinny che aveva conosciuto durante il suo viaggio negli Stati Uniti d'America dove si era recato nel 1948 per meglio conoscere la realtà storica del far west e dove resterà per sei anni. Le storie mescolano umorismo e suspense, specie dal 1955 al 1977 quando i testi sono firmati da René Goscinny, sfruttando i luoghi comuni del genere western reinterpretandone la storia e i protagonisti, come Calamity Jane, Billy the Kid, Jesse James e i fratelli Dalton e dando ai personaggi il volto di amici o di attori del cinema.
Durante il suo soggiorno negli Stati Uniti Morris spedisce in Belgio alla rivista Spirou le tavole realizzate, con storie piene di scazzottate e scivoloni e con personaggi e vignette che ricordano i cartoni animati di Walt Disney. Inizialmente il personaggio «aveva il faccione, i modi rudi e parlava pochissimo», racconterà Morris nel 1993, «perché creandolo mi aveva molto influenzato Gary Cooper». Successivamente conosce Harvey Kurtzman e Jack Davis che aiuta nel progetto Mad Magazine e, soprattutto, René Goscinny che prima di inventare Asterix lavorava a New York e al quale Morris affida una sceneggiatura e il personaggio, con l'influenza di Goscinny, prenderà la forma definitiva. Dal 1955 le sceneggiature saranno opera di Goscinny mentre Morris realizzerà solo i disegni e dalla loro collaborazione origineranno alcune delle migliori storie del personaggio e arrivando a realizzare anche tre albi all'anno. La collaborazione terminerà nel 1977 per la morte di Goscinny. Insieme hanno realizzato 35 racconti ricchi di ironia e di comprimari che hanno consegnato il personaggio alla storia del fumetto franco-belga.
Il successo porterà anche problemi di censura tanto che nel 1984 gli americani di Hanna & Barbera per la realizzazione della serie animata impongono una versione politicamente corretta del personaggio: «Mi sono sempre fatto beffe degli indiani come dei bianchi», ribadirà Morris più tardi, «quindi non mi accusate di razzismo: io ridicolizzo tutti».
Dal 1977 le sceneggiature verranno affidate a diversi nuovi autori quali il cabarettista Laurent Gerra e il romanziere Daniel Pennac. Dopo la morte di Morris nel 2001 (che ha disegnato tutte le storie uscite in volume fino al 2002) il personaggio di Lucky Luke è stato portato avanti da Achdé su testi di Laurent Gerra e dello scrittore Daniel Pennac.
Tra il 1986 e il 2000 come spin-off della serie principale nascerà la serie dedicata a Rantanplan e successivamente le avventure di Kid Lucky cioè il giovane Luke in due volumi disegnati da Morris.

## Biografia del personaggio
Il personaggio è un cowboy molto abile e veloce con le armi da fuoco - tanto da sparare più velocemente della propria ombra - che grazie al suo ingegno riesce spesso a risolvere i guai, mantenendo un'assoluta imperturbabilità anche nelle situazioni più disperate. Girovagando nel far west si ritrova nei classici scenari del genere, come saloon e villaggi indiani nei quali gli autori gli fanno esplorare tutte le possibilità narrative in chiave comico-satirica.
In principio l'aspetto del personaggio era tozzo e con un viso tondeggiante ma si evolse velocemente raggiungendo quello che divenne l'aspetto definitivo: alto e magro, viso allungato, naso pronunciato e capelli neri dal ciuffo folto; è vestito con un paio di stivali con speroni, jeans, cinturone per pistola, camicia gialla con gilet nero, fazzoletto rosso al collo e cappello da cowboy bianco. Nei primi album fumava, la caratteristica sigaretta posta tra le sue labbra, ma a causa della censura questa venne sostituita da un filo d'erba(ciò venne fatto a partire dalla serie animata Lucky Luke)
Nel finale di ogni storia si vede la silhouette dell'eroe allontanarsi al tramonto cantando la triste ballata «I'm a poor lonesome cowboy... far away from home...».

## Riconoscimenti
Nel 1988 l'Organizzazione mondiale della sanità ha insignito Maurice de Bevere di un riconoscimento ufficiale per aver deciso di far smettere di fumare Lucky Luke, sostituendo l'originaria sigaretta con un filo d'erba.

## Trasposizioni in altri media
Ispirate al personaggio esistono diverse serie animate, una serie TV di tredici episodi e due lungometraggi diretti e interpretati da Terence Hill, un lungometraggio a disegni animati belga del 1971.

### Cinema

#### Film d'animazione
- Lucky Luke (1971), uscito anche con il titolo Daisy Town o I Dalton a Daisy Town
- Lucky Luke - La ballata dei Dalton (1978)
- Lucky Luke - La grande avventura dei Dalton (1983)
- Lucky Luke e la più grande fuga dei Dalton (2007)

#### Live action
- Lucky Luke (1991), diretto ed interpretato da Terence Hill.
- Les Dalton (2004) (inedito in Italia), diretto da Philippe Haïm, Lucky Luke è interpretato da Til Schweiger.
- Lucky Luke (2009), diretto da James Huth, con protagonista Jean Dujardin.

### Televisione

#### Live action
- Lucky Luke (1992): otto episodi aventi come protagonista Terence Hill.

#### Serie animate
Dagli anni ottanta agli anni duemila, sono state prodotte quattro serie televisive animate.
- Lucky Luke (anni ottanta)
- Lucky Luke (anni novanta)
- Le nuove avventure di Lucky Luke (2001)
- I Dalton (2010-2015, solo menzionato)

### Videogiochi
- Lucky Luke: Nitroglycérine (1987) per Amstrad CPC, Atari ST, Commodore 64, DOS, Thomson MO/TO
- Lucky Luke: Gamblin' Cowboy (1992) per Commodore 64
- Lucky Luke (1996) per Game Boy, Game Boy Color
- Lucky Luke: The Video Game (1996) per CD-i
- Lucky Luke (1997) per DOS, SNES, Windows
- Lucky Luke (1998) per PlayStation, Windows
- Lucky Luke: Il Treno dei Desperados (2000) per Game Boy Color
- Lucky Luke: Wanted! (2001) per Game Boy Advance
- Lucky Luke: La febbre del Far West (2001) per PlayStation, Windows
- Lucky Luke: Outlaws (2006) per cellulari
- Go West: A Lucky Luke Adventure (2007) per Wii, Windows, Nintendo DS
- Lucky Luke: The Daltons (2008) per Nintendo DS
- Lucky Luke: Shoot & Hit (2014) per Android, iPad, iPhone, Macintosh, Windows
- Lucky Luke & The Daltons (2015) per Nintendo 3DS